# Выборы в Государственную думу (1999)

Результаты выборов по федеральному округу по районам и городским округам

Выборы в Государственную Думу Федерального собрания РФ III созыва состоялись 19 декабря 1999 года. Выборы проводились по смешанной системе. Явка — 61,85 %. 6 списков преодолели 5%-й барьер и создали фракции в Думе (КПРФ — 90 депутатов и 39 в Аграрно-промышленной депутатской группе, «Единство» — 82 и 59 в депутатской группе «Народный депутат», ОВР — 45 и 41 в депутатской группе «Регионы России», СПС — 32, «Яблоко» — 21, Блок Жириновского — 17).

## Предвыборная кампания
Указ о проведении выборов в Государственную думу Российской Федерации был подписан президентом Борисом Ельциным 9 августа 1999 года. В этот день около 12:40 по московскому времени Ельцин выступил с телевизионным обращением, в котором сообщил, что выборы состоятся 19 декабря 1999 года в соответствии с Конституцией и законами Российской Федерации. Президент сказал, что с этого момента фактически начинается избирательный марафон, и обратился к народу с просьбой проследить за тем, как будут вести себя участники предвыборной кампании.
Среди организаций, чьи списки были заверены ЦИК, Центризбирком не зарегистрировал: Фронт национального спасения, «Спас» (изначально был зарегистрирован), Российскую консервативную партию предпринимателей, «Кедр», ЛДПР (изначально было отказано в регистрации, затем список зарегистрирован и вновь снят), НУР.
13 декабря 1999 года Государственная дума Российской Федерации ратифицировала Договор о создании Союзного государства. По мнению программы «Вести» на телеканале РТР, это стало «гениальным» пиар-ходом в канун парламентских выборов, поскольку в обсуждении Договора и голосовании активно участвовали все представленные в Думе фракции, представители которых выступали и с места, и с трибуны. В то же время лидер Союза правых сил и бывший премьер Сергей Кириенко назвал ратификацию договора «политическим популизмом», призвав Конституционный суд изучить процедуру ратификации договора на соответствие законодательству.

## Результаты

### По федеральному списку
(список — голоса — места)
| Место                                                                        | Избирательное объединение (блок)                                             | Первая тройка                                   | %                   | Мандаты |
| ---------------------------------------------------------------------------- | ---------------------------------------------------------------------------- | ----------------------------------------------- | ------------------- | ------- |
| 1                                                                            | КПРФ                                                                         | Зюганов — Селезнёв — Стародубцев                | 24,29               | 67      |
| 2                                                                            | «Единство» («Медведь»)                                                       | Шойгу — Карелин — Гуров                         | 23,32               | 64      |
| 3                                                                            | «Отечество — Вся Россия»                                                     | Примаков — Лужков — Яковлев                     | 13,33               | 37      |
| 4                                                                            | «Союз правых сил»                                                            | Кириенко — Немцов — Хакамада                    | 8,52                | 24      |
| 5                                                                            | Блок Жириновского                                                            | Жириновский — Финько — Соломатин                | 5,98                | 17      |
| 6                                                                            | «Яблоко»                                                                     | Явлинский — Степашин — Лукин                    | 5,93                | 16      |
| 7                                                                            | «Коммунисты, трудящиеся России — за Советский Союз»                          | Тюлькин — Крючков — Асеев                       | 2,22                | —       |
| 8                                                                            | «Женщины России»                                                             | Федулова — Карелова — Веселова                  | 2,04                | —       |
| 9                                                                            | Партия пенсионеров                                                           | Рябов — Конташов — Маркова                      | 1,95                | —       |
| 10                                                                           | «Наш дом — Россия»                                                           | Черномырдин — Рыжков — Аяцков                   | 1,19                | —       |
| 11                                                                           | Российская партия защиты женщин                                              | Рощина — Махова — Кременец                      | 0,80                | —       |
| 12                                                                           | Конгресс русских общин и движение Ю. Болдырева                               | Болдырев — Рогозин — Глухих                     | 0,67                | —       |
| 13                                                                           | «За гражданское достоинство»                                                 | Памфилова — Дондуков — Шкирко                   | 0,61                | —       |
| 14                                                                           | «Сталинский блок — за СССР»                                                  | Анпилов — Джугашвили — Терехов                  | 0,60                | —       |
| 15                                                                           | Движение «В поддержку армии»                                                 | Илюхин — Макашов — Савельев                     | 0,56                | —       |
| 16                                                                           | «Мир. Труд. Май»                                                             | Бурков — Трушников — Татаркин                   | 0,53                | —       |
| 17                                                                           | Блок генерала А. Николаева, академика С. Фёдорова                            | Николаев — Фёдоров — Малютина                   | 0,48                | —       |
| 18                                                                           | Российский общенародный союз                                                 | Бабурин — Леонов — Павлов                       | 0,37                | —       |
| 19                                                                           | Партия мира и единства                                                       | Умалатова — Степанов — Антошкин                 | 0,31                | —       |
| 20                                                                           | Русская социалистическая партия                                              | В. Брынцалов — И. Брынцалов — Ю. Брынцалов      | 0,24                | —       |
| 22                                                                           | Консервативное движение России                                               | Убожко — Буренин — Тишков                       | 0,14                | —       |
| 23                                                                           | Всероссийская политическая партия народа                                     | Аксентьев-Кикилашвили — Буре — Шаинский         | 0,10                | —       |
| 24                                                                           | «Духовное наследие»                                                          | Подберёзкин — Проскурин — Воротников            | 0,10                | —       |
| 25                                                                           | Социалистическая партия России                                               | Рыбкин — Майоров — Белишко                      | 0,09                | —       |
| 26                                                                           | «Социал-демократы»                                                           | Беляев — Цыба — Попов                           | 0,08                | —       |
| Независимые                                                                  | Независимые                                                                  | Независимые                                     | —                   | 107     |
| ЛДПР (исключена 8 декабря 1999)                                              | ЛДПР (исключена 8 декабря 1999)                                              | Жириновский — Быков — Мусатов, после Митрофанов | 1,7 (одномандатные) | 0       |
| Российская консервативная партия предпринимателей (исключена 8 декабря 1999) | Российская консервативная партия предпринимателей (исключена 8 декабря 1999) |                                                 | 0 (одномандатные)   | 0       |
| «Кедр» (исключена 8 декабря 1999)                                            | «Кедр» (исключена 8 декабря 1999)                                            | Панфилов — Якубович —Охлобыстин                 | 0 (одномандатные)   | 0       |
| Против всех                                                                  | Против всех                                                                  | Против всех                                     | 3,30                | —       |
| Недействительны                                                              | Недействительны                                                              | Недействительны                                 | 1,95                | —       |
| Всего (явка 61,85%)                                                          | Всего (явка 61,85%)                                                          | Всего (явка 61,85%)                             | 100,00              | 450     |

### Передача мандатов
Из 33 депутатов Государственной Думы, избранных по списку блока «Отечество — Вся Россия», 7 отказались от депутатских мандатов. Среди них мэр Москвы Юрий Лужков, губернатор Санкт-Петербурга Владимир Яковлев и глава республики Мордовия Николай Меркушкин. Их места в Думе перешли к следующим представителям списка ОВР.
Депутат Законодательного собрания Челябинской области Виктор Давыдов уступил свой мандат в Государственной Думе представителю ОАО «Магнитогорский металлургический комбинат» Борису Никифорову.
Из 64 депутатов от КПРФ от мандатов отказались 4. Это Василий Стародубцев и Аман Тулеев — главы администраций соответственно Тульской и Кемеровской областей, а также Виктор Видьманов и Сергей Нигкоев.

### Выборы в одномандатных округах
В своих одномандатных округах проиграли: Мария Арбатова (15,16 %; 3-е место) и Константин Боровой (8,75 %; 3-е место) в Москве, Елена Батурина (12,37 %; 4-е место) в Калмыкии, Юрий Болдырев (20,73 %; 2-е место), Михаил Боярский (9,52 %; 5-е место), Александр Невзоров (10,38 %; 3-е место) и Анатолий Собчак (16,64 %; 2-е место) в Санкт-Петербурге, Геннадий Бурбулис (25,17 %; 2-е место) в Новгородской области, Елена Мавроди (0,75 %; 12-е место) в Тульской области, Людмила Нарусова (6,01 %; 4-е место) в Брянской области, Руслан Хасбулатов (5,96 %; 3-е место) в Хабаровском крае, Сергей Шахрай (22,83 %; 2-е место) в Пермской области.

### Окончательные результаты
|                                |                                        |              |              |              |              |                      |                      |                      |                      |       |              |  |
| Партия/Избирательный блок      | Партия/Избирательный блок              | Единый округ | Единый округ | Единый округ | Единый округ | Одномандатные округа | Одномандатные округа | Одномандатные округа | Одномандатные округа | Всего | Всего        |  |
| Партия/Избирательный блок      | Партия/Избирательный блок              | Голоса       | %            | Мест         | +/–          | Голоса               | %                    | Мест                 | +/–                  | Мест  | +/-          |  |
|                                | КПРФ                                   | 16 196 024   | 24,78        | 67           | ▼ 32         | 8 893 547            | 13,71                | 46                   | ▼ 12                 | 113   | ▼ 44         |  |
|                                | Единство                               | 15 549 182   | 23,79        | 64           | —            | 1 408 801            | 2,17                 | 9                    | —                    | 73    | новая партия |  |
|                                | Отечество — Вся Россия                 | 8 886 753    | 13,59        | 37           | —            | 5 469 389            | 8,48                 | 31                   | —                    | 68    | новая партия |  |
|                                | Союз правых сил                        | 5 677 247    | 8,68         | 24           | —            | 2 016 294            | 3,11                 | 5                    | —                    | 29    | новая партия |  |
|                                | Блок Жириновского                      | 3 990 038    | 6,10         | 17           | ▼ 33         | 1 026 690            | 1,58                 | 0                    | ▼ 1                  | 17    | ▼ 34         |  |
|                                | РОДП «Яблоко»                          | 3 955 611    | 6,05         | 16           | ▼ 15         | 3 289 760            | 5,07                 | 4                    | ▼ 10                 | 20    | ▼ 25         |  |
|                                | Коммунисты и трудящиеся России         | 1 481 890    | 2,27         | 0            | ▼ 1          | 439 770              | 0,68                 | 0                    | ▬                    | 0     | ▼ 1          |  |
|                                | Женщины России                         | 1 359 042    | 2,08         | 0            | ▼ 3          | 326 884              | 0,50                 | 0                    | ▬                    | 0     | ▼ 3          |  |
|                                | Российская партия пенсионеров          | 1 298 971    | 1,99         | 0            | —            | 480 087              | 0,74                 | 1                    | —                    | 1     | новая партия |  |
|                                | Наш дом — Россия                       | 790 983      | 1,21         | 0            | ▼ 45         | 1 733 257            | 2,67                 | 7                    | ▼ 3                  | 7     | ▼ 48         |  |
|                                | Российская партия защиты женщин        | 536 022      | 0,82         | 0            | —            |                      |                      |                      |                      | 0     | новая партия |  |
|                                | Конгресс русских общин                 | 405 298      | 0,62         | 0            | ▬            | 461 069              | 0,71                 | 1                    | ▼ 4                  | 1     | ▼ 4          |  |
|                                | Сталинский блок — за СССР              | 404 274      | 0,62         | 0            | —            | 64 346               | 0,10                 | 0                    | —                    | 0     | новая партия |  |
|                                | За гражданское достоинство             | 402 754      | 0,62         | 0            | —            | 147 611              | 0,23                 | 0                    | —                    | 0     | новая партия |  |
|                                | Движение в поддержку армии             | 384 404      | 0,59         | 0            | —            | 466 176              | 0,72                 | 2                    | —                    | 2     | новая партия |  |
|                                | «Мир. Труд. Май»                       | 383 332      | 0,59         | 0            | —            | 126 418              | 0,19                 | 0                    | —                    | 0     | новая партия |  |
|                                | Блок Николаева и Фёдорова              | 371 938      | 0,57         | 0            | —            | 676 437              | 1,04                 | 1                    | —                    | 1     | новая партия |  |
|                                | Партия мира и единства                 | 247 041      | 0,38         | 0            | —            |                      |                      |                      |                      | 0     | новая партия |  |
|                                | Российский общенародный союз           | 147 441      | 0,38         | 0            | —            | 700 976              | 1,08                 | 2                    | —                    | 2     | новая партия |  |
|                                | Русская социалистическая партия        | 156 709      | 0,24         | 0            | —            | 662 030              | 1,02                 | 1                    | —                    | 1     | новая партия |  |
|                                | Русское дело                           | 111 802      | 0,17         | 0            | —            | 1846                 | 0,00                 | 0                    | —                    | 0     | новая партия |  |
|                                | Консервативное движение России         | 87 658       | 0,13         | 0            | —            | 125 926              | 0,19                 | 0                    | —                    | 0     | новая партия |  |
|                                | Всероссийская партия народа            | 69 695       | 0,11         | 0            | —            |                      |                      |                      |                      | 0     | новая партия |  |
|                                | Духовное наследие                      | 67 417       | 0,10         | 0            | —            | 594 426              | 0,92                 | 1                    | —                    | 1     | новая партия |  |
|                                | Социалистическая партия России         | 61 689       | 0,09         | 0            | —            | 30 085               | 0,05                 | 0                    | —                    | 0     | новая партия |  |
|                                | Социал-демократы России                | 50 948       | 0,08         | 0            | ▬            | 18 618               | 0,03                 | 0                    | ▬                    | 0     | ▬            |  |
|                                | Российская экологическая партия «Кедр» |              |              |              |              | 112 167              | 0,17                 | 0                    | ▬                    | 0     | ▬            |  |
|                                | РПНД                                   |              |              |              |              | 10 481               | 0,02                 | 0                    | —                    | 0     | новая партия |  |
|                                | Русская партия                         |              |              |              |              | 7918                 | 0,01                 | 0                    | ▬                    | 0     | ▬            |  |
|                                | РКПП                                   |              |              |              |              | 2647                 | 0,00                 | 0                    | —                    | 0     | новая партия |  |
|                                | Независимые кандидаты                  |              |              |              |              | 27 877 095           | 24,98                | 105                  | ▲ 28                 | 105   | ▲ 28         |  |
| Против всех                    | Против всех                            | 2 198 702    | 3,36         |              |              | 7 695 171            | 11,86                |                      |                      |       |              |  |
| Вакантные места                | Вакантные места                        |              |              |              |              |                      |                      |                      |                      | 9     |              |  |
| Действительные бюллетени       | Действительные бюллетени               | 65 370 690   | 98,05        |              |              | 64 865 922           | 97,84                |                      |                      |       |              |  |
| Недействительные бюллетени     | Недействительные бюллетени             | 1 296 992    | 1,95         |              |              | 1 429 779            | 2,16                 |                      |                      |       |              |  |
| Всего                          | Всего                                  | 66 667 682   | 100,00       | 225          | —            | 66 295 701           | 100,00               | 225                  | —                    | 450   | —            |  |
|                                |                                        |              |              |              |              |                      |                      |                      |                      |       |              |  |
| Общее число избирателей и явка | Общее число избирателей и явка         | 108 073 956  | 61,69        |              |              | 108 073 956          | 61,34                |                      |                      |       |              |  |

## Статистика выборов в целом
По официальным данным, предоставленным ЦИК, явка на выборах в Государственную думу 3-го созыва составила 61,85 %.
| Данные по голосованию                          | Человек     | Процент | Сравнительно с выборами 1995 года (в %) |
| ---------------------------------------------- | ----------- | ------- | --------------------------------------- |
| Избирателей в списках                          | 108 072 348 | 100 %   | ▲0,26 %*                                |
| Число выданных избирательных бюллетеней (явка) | 66 840 603  | 61,85 % | ▼2,91 %                                 |
| Голосовало досрочно                            | 68 122      | 0,10 %  | ▲0,02 %                                 |
| Голосовало вне помещения                       | 2 794 094   | 4,19 %  | ▼0,46 %                                 |
| Голосовало по открепительным                   | 441 584     | 0,66 %  |                                         |
| Испортили бюллетени                            | 1 296 992   | 1,95 %  | ▼0,04 %                                 |
| Против всех                                    | 2 198 667   | 3,3 %   | ▲0,53 %                                 |

* за 100 % принимается количество избирателей, внесенных в списки на выборах 1999 года (107 796 558 человек).

## После выборов
Успех на думских выборах блока «Единство», который поддерживал премьер-министра Владимира Путина, считается одной из предпосылок того, что 31 декабря 1999 года Борис Ельцин объявил в новогоднем обращении о своей отставке и назначил Путина исполняющим обязанности Президента Российской Федерации. В своём обращении Ельцин заявил, что намерен тем самым уступить дорогу молодым политикам.

### Оценки выборов
На выборах было зарегистрировано 1185 иностранных наблюдателей от 58 стран и 105 международных организаций.

#### ОБСЕ
Возглавлявшая представителей ОБСЕ Хелле Дайн сообщила, что выборы «прошли в обстановке состязательности и плюрализма» и «процесс голосования был хорошо организован технически». У некоторых наблюдателей возникли претензии к предвыборной кампании, в ходе которой, по их словам, «кандидаты и СМИ развязали кампанию по дискредитации своих соперников, которая зачастую переходила границы клеветы и измышлений».